# Polohy
Pologui
Polohy ou Pologui (en ukrainien et en russe : Пологи) est une ville de l'oblast de Zaporijjia, en Ukraine, et le centre administratif du raïon de Polohy. Sa population s'élève à 18 886 habitants en 2019.

## Géographie
Polohy est arrosée par la rivière Konka (en ukrainien : Кінська) et se trouve à 91 km au sud-est de Zaporijjia.

## Histoire
Polohy est fondée en 1887, le village apparaît avec la construction de la ligne gare de Iekaterinoslav à gare de Berdiansk qui se construisait. Elle reçoit le statut de ville en 1938.
Les armoiries de Polohy représentent sur un champ vert des outils qui rappellent les origines ferroviaires de la ville, un cheval symbolisant une légende ancienne à propos de la ville, deux hexagones pour les mines de kaolin et une bande horizontale pour la rivière Konka.

### Guerre russo-ukrainienne
La ville est prise par les forces armées russes lors de l'invasion de l'Ukraine par la Russie en 2022.

## Population
Recensements (*) ou estimations de la population :
| 1939*  | 1959*  | 1970*  | 1979*  |
| ------ | ------ | ------ | ------ |
| 12 944 | 16 490 | 20 048 | 22 873 |

| 1989*  | 2001*  | 2010   | 2011   |
| ------ | ------ | ------ | ------ |
| 25 336 | 22 206 | 20 340 | 20 223 |

| 2012   | 2013   | 2014   | 2015   |
| ------ | ------ | ------ | ------ |
| 20 124 | 19 906 | 19 750 | 19 659 |

| 2016   | 2017   | 2018   | 2019   |
| ------ | ------ | ------ | ------ |
| 19 547 | 19 330 | 19 109 | 18 886 |

## Personnalités
- Polina Jemchoujina (1897-1970), femme politique soviétique et épouse du ministre des Affaires étrangères soviétique Viatcheslav Molotov.